# مهرداد الأول
مهرداد الأول أو مهرداد الكبير من 171 قبل الميلاد. حتى 132 مساءً وكان المهندس الرئيسي للإمبراطورية البارثية. حولت فتوحاته الدولة البارثية من مملكة صغيرة إلى إمبراطورية عالمية وأحد أعظم القوى في عصرها.

## فهرس
- Brown، Stuart C. (1997). "Ecbatana". Encyclopaedia Iranica, Vol. VIII, Fasc. 1. ص. 80–84. مؤرشف من الأصل في 2021-04-03.